# Гелеуцаш (комуна)
Гелеуцаш (рум. Gălăuțaș) — комуна у повіті Харгіта в Румунії. До складу комуни входять такі села (дані про населення за 2002 рік):
- Гелеуцаш-Пиреу (396 осіб)
- Гелеуцаш (1939 осіб) — адміністративний центр комуни
- Дялу-Арманулуй (31 особа)
- Зеподя (19 осіб)
- Нуцень (120 осіб)
- Плопіш (50 осіб)
- Прелука (8 осіб)
- Толешень (93 особи)

Комуна розташована на відстані 280 км на північ від Бухареста, 67 км на північний захід від М'єркуря-Чука, 138 км на схід від Клуж-Напоки, 140 км на північ від Брашова.

## Населення
За даними перепису населення 2002 року у комуні проживали 2656 осіб.
Національний склад населення комуни:
| Національність | Кількість осіб | Відсоток |
| -------------- | -------------- | -------- |
| румуни         | 2010           | 75,7%    |
| угорці         | 575            | 21,6%    |
| цигани         | 66             | 2,5%     |
| німці          | 5              | 0,2%     |

Рідною мовою назвали:
| Мова      | Кількість осіб | Відсоток |
| --------- | -------------- | -------- |
| румунська | 2054           | 77,3%    |
| угорська  | 593            | 22,3%    |
| циганська | 8              | 0,3%     |
| німецька  | 1              | < 0,1%   |

Склад населення комуни за віросповіданням:
| Релігія                                       | Кількість осіб | Відсоток |
| --------------------------------------------- | -------------- | -------- |
| православні                                   | 2002           | 75,4%    |
| римо-католики                                 | 532            | 20,0%    |
| реформати                                     | 92             | 3,5%     |
| баптисти                                      | 8              | 0,3%     |
| п'ятдесятники                                 | 7              | 0,3%     |
| греко-католики                                | 6              | 0,2%     |
| адвентисти                                    | 4              | 0,2%     |
| унітарії                                      | 2              | 0,1%     |
| лютерани (Синодально-пресвітеріанська церква) | 1              | < 0,1%   |
| атеїсти                                       | 1              | < 0,1%   |